# 艾胡德·赫魯紹夫斯基
艾胡德·赫魯紹夫斯基FRS（希伯來語：‎；1959年9月30日—）是一個數理邏輯學家。
現為英國牛津大學默頓數理邏輯講座教授及牛津大學默頓學院院士。
他亦兼任耶路撒冷希伯來大學數學教授。

## 早年生活和教育
其父本傑明·哈沙夫（本性‎; 1928–2015），是诗人和翻译家，在耶鲁大学和臺拉維夫大學担任比较文学教授，通晓意第绪语和希伯来语。
1986年，赫鲁绍夫斯基获加利福尼亞大學柏克萊分校博士学位，其研究论文为《对稳定模型理论的贡献》（Contributions to Stable Model Theory），导师为里奥·哈林顿。毕业后担任麻省理工学院数学教授至1994年，之后成为耶路撒冷希伯来大学教授。2017年，他来到牛津大学墨顿学院，担任数理逻辑教授。

## 研究方向
赫鲁绍夫斯基最广为人知的研究是对模型论的基础性贡献，尤其是后来成为几何模型理论的分支及其应用。他的博士论文彻底改变了稳定模型理论（模型理论部分内容源于萨哈让·谢拉赫提出的稳定性理论）。没过多久，赫鲁绍夫斯基找到鲍里斯·齐伯三分猜想理论的反证，这种论证方法就是后来的赫鲁晓夫斯基解释。自那时起，赫鲁绍夫斯基发现了该理论的其他应用。
赫鲁绍夫斯基最著名的一个论证成果出现在1996年，当时他利用模型论从各个特征证明几何领域的莫德尔-朗猜想，为逻辑学和几何学带来里程碑式的意义。除此之外，他的模型论还在几何学、代数学、组合学领域发挥关键研究作用。

### 榮譽和獎項
赫鲁绍夫斯基受邀于1990年国际数学家大会发表讲话，在1998年的国际数学家大会上担任全体会议讲话人。1994年，他获得以色列数学联合会颁发的埃尔德什奖，1998年获罗斯柴尔德奖，1993年与亚历克斯·威尔基一道获得符号逻辑协会的卡普奖，1998年再度获得该奖。2007年，他受邀主持哥德尔讲座，其研究论文《代数模型理论》（Algebraic Model Theory）的讲座由托马斯·斯坎伦（Thomas Scanlon）代为发言。2019年获海因茨霍夫奖，2022年获邵逸夫奖数学奖。
另外，赫鲁绍夫斯基于2007年当选美国文理科学院院士，2008年当选以色列科學與人文學院院士，2020年成为皇家学会院士。

## 外部鏈接
- 教授主頁 （页面存档备份，存于）
- 希伯來大學的艾胡德·赫魯紹夫斯基 （页面存档备份，存于）